# Jehuda Jaari
Jehuda Jaari lub Yehuda Ja'ari (ur. 21 listopada 1900 w Tarnobrzegu, zm. 6 listopada 1982 w Jerozolimie) – izraelski pisarz, wnuk rabina Her-szela z Dzikowa.